# Шеннен Маккарті
Шеннен Маккарті (англ. Shannan McCarthy; нар. 19 травня 1970) — колишня американська тенісистка.
Найвищу одиночну позицію світового рейтингу — 153 місце досягла 2 листопада, 1992, парну — 60 місце — 26 липня, 1993 року.
Найвищим досягненням на турнірах Великого шолома було 2 коло в парному розряді.

## Фінали Туру WTA

### Парний розряд: 3 (3 поразки)
| Результат | Дата     | Турнір              | Рівень   | Покриття | Партнерка                | Суперниці                                | Рахунок       |
| --------- | -------- | ------------------- | -------- | -------- | ------------------------ | ---------------------------------------- | ------------- |
| Поразка   | Сер 1991 | Скенектаді, США     | Tier V   | Тверде   | Ніколь Арендт            | Рейчел Макквіллан Клаудія Порвік         | 2–6, 4–6      |
| Поразка   | Сер 1992 | Скенектаді, США     | Tier V   | Тверде   | Джинджер Гелгесон-Нілсен | Алексія Дешом-Баллере Флоренсія Лабат    | 3–6, 6–1, 2–6 |
| Поразка   | Січ 1993 | Брисбейн, Австралія | Tier III | Тверде   | Кімберлі По              | Кончита Мартінес Лариса Савченко-Нейланд | 2–6, 2–6      |